# Semper Fidelis (Nargaroth)
Semper Fidelis è il quinto album dei Nargaroth, pubblicato il 17 agosto del 2007.

## Tracce
1. Introduction - 1:12
2. Artefucked - 9:48
3. Der Satan Ist's - 5:57
4. Vereinsamt - 8:56
5. Der Leiermann - 7:38
6. Semper Fi - 5:36
7. Hate Song - 7:19
8. Into The Dead Faces of Aftermath - 1:37
9. Meine Phantasien Sind Wie Brennendes Laub... Nicht Von Dauer... - 12:24
10. I Got My Dead Man Sleep - 10:35
11. I Still Know - 6:04
12. Outroduction - 2:46